# Beagle Aircraft
Beagle Aircraft Limited war ein britischer Hersteller von leichten Propellerflugzeugen mit Werken in Rearsby (Leicestershire) und Shoreham-by-Sea (Sussex).

## Geschichte

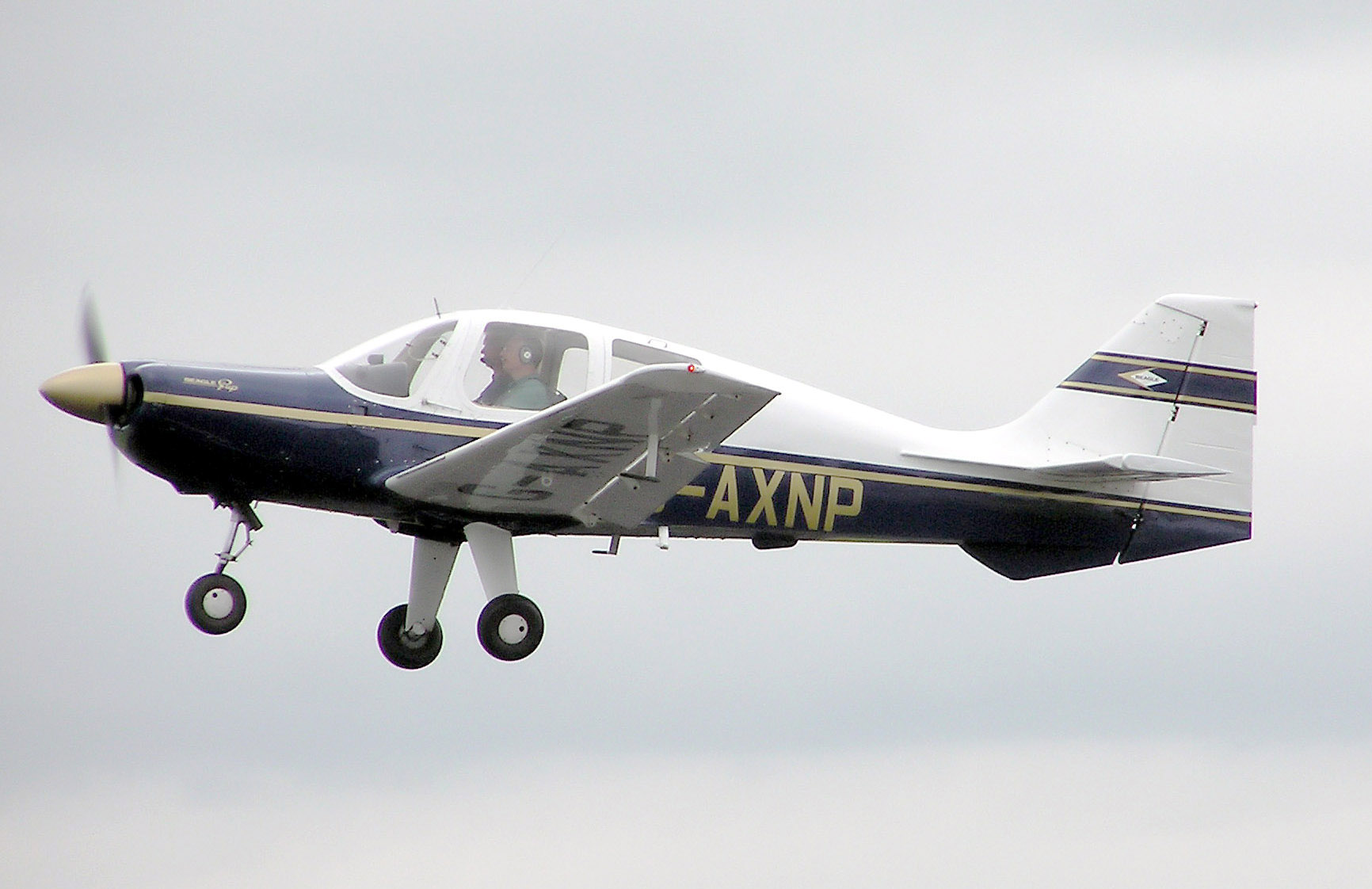
Beagle B.121 Pup von 1969

Das Unternehmen entstand 1960 durch Zusammenlegung des Flugzeugkonstruktionsbüros der Pressed Steel Company mit den Flugzeugherstellern Auster Aircraft Company in Rearsby und F.G. Miles Limited in Shoreham zu British Executive & General Aviation Limited, kurz BEAGLE.
Am Anfang betätigten sich die drei Unternehmensteile unabhängig voneinander, wobei die beiden Herstellwerke als Beagle-Auster Limited und als Beagle-Miles Limited geführt wurden. Erst ab 1962 bildeten sie gemeinsam die Beagle Aircraft Limited.
Als Pressed Steel Teil der British Motor Corporation wurde, zog sich das Unternehmen aus dem Flugzeugbau zurück. Am 12. Dezember 1966 wurde Beagle für eine Million Pfund Sterling an den Staat verkauft, musste aber 1969 wegen anhaltender Finanzprobleme unter Zwangsverwaltung gestellt werden. Da sich kein Käufer für das angeschlagene Unternehmen fand, wurde es 1970 aufgelöst.

## Flugzeuge

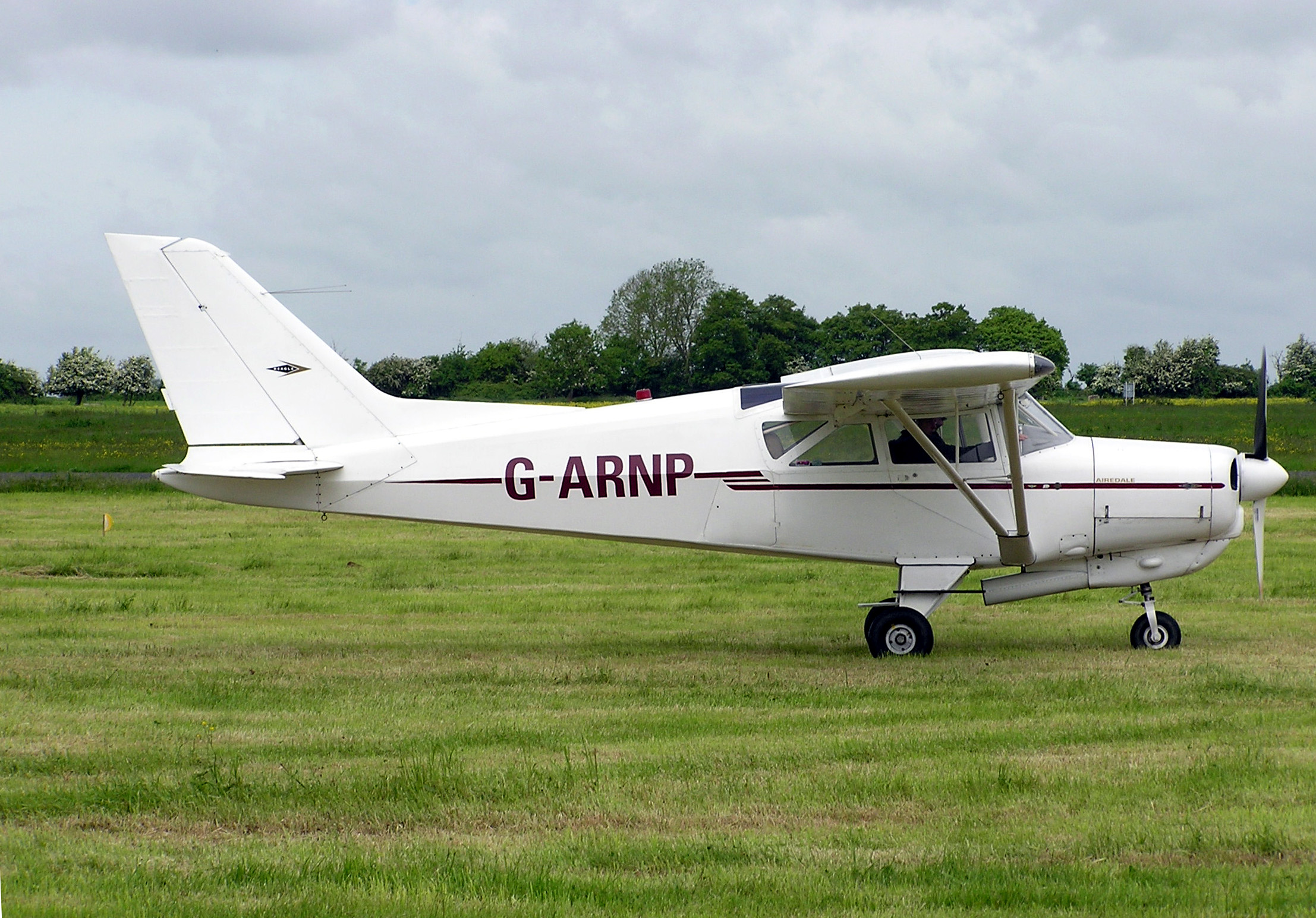
Beagle A.109 Airedale von 1961

The Bassett war ein nur schwach nachgefragtes zweimotoriges Flugzeug, das aus dem Bristol 220-Projekt hervorgegangen war. Die einmotorigen Bulldogs und Pups wurden in größeren Stückzahlen gebaut, die Bulldog allerdings nicht mehr von Beagle, sondern von Scottish Aviation in Prestwick.
- Beagle Husky
- Beagle-Auster D4/108
- Beagle A.61 Terrier – einmotoriger Hochdecker
- Beagle A.109 Airedale – einmotoriger Hochdecker
- Beagle B.206 – zweimotoriges Tiefdecker-Transportflugzeug
- Beagle Basset CC.1 – Militärversion der B.206
- Beagle B.121 Pup – einmotoriger Tiefdecker
- Beagle B.125 Bulldog – Militärversion der Pup, von Scottish Aviation gebaut